# Moruti Mthalane
Moruti Mthalane est un boxeur sud-africain né le 6 octobre 1982.

## Carrière
Il s'empare du titre vacant de champion du monde poids mouches IBF le 20 novembre 2009 en battant aux points le mexicain Julio Cesar Miranda puis il stoppe au 5e round son compatriote Zolani Tete le 1er septembre 2010 et le philippin Johnreil Casimero le 26 mars 2011. Mthalane conserve à nouveau sa ceinture le 28 octobre 2011 par arrêt de l'arbitre au 7e round contre Andrea Sarritzu puis le 1er septembre 2012 en stoppant au 8e round Ricardo Nunez. Il est en revanche destitué le 13 janvier 2014 pour ne pas avoir remis son titre en jeu.
Le boxeur sud-africain s'empare à nouveau du titre IBF vacant le 15 juillet 2018 après sa victoire aux points contre Muhammad Waseem, titre qu’il préserve le 31 décembre 2018 aux dépens de Masahiro Sakamoto par arrêt de l'arbitre au 10e round et le 12 mai 2019 contre Masayuki Kuroda aux points. Il bat ensuite par arrêt de l’arbitre au 9e round Akira Yaegashi le 23 décembre 2019 mais perd aux points face à Sunny Edwards le 30 avril 2021.